# Atractus trihedrurus
Atractus trihedrurus är en ormart som beskrevs av Amaral 1926. Atractus trihedrurus ingår i släktet Atractus och familjen snokar. Inga underarter finns listade.
Arten förekommer i södra Brasilien mellan delstaterna São Paulo och Santa Catarina. Den lever i bergstrakter mellan 500 och 1400 meter över havet. Honor lägger ägg.